# Flora do Peru
A Flora do Peru é muito diversa devido às diferentes condições físicas e do território, tais como: a Cordilheira dos andes, as correntes marinhas e o anticiclone.
O Peru conta com o 10% do total mundial de espécies de flora; registrando 25.000 diferentes espécies, sendo cerca de 30% endêmicas (5,528). Assim mesmo, é primeiro no mundo em diversas propriedades utilizadas pela população com 4.400 espécies e em espécies domesticadas nativas com 128. Além disso, conta com 787 espécies de plantas comestíveis e seus parentes silvestres.
O Peru ocupa o segundo lugar mundial em extensão de bosques amazônicos.

## Costa
Na costa norte do Peru tem-se precipitações no início do ano e uma maior incidência solar, as plantas que crescem no Peru são basicamente graças ao bom clima, estas condições têm contribuido para definir em grandes tipos de vegetação como são: manglares, chaparrales, ceibales, algarrobales e zapotales. Todos estes conjuntos atingem a fase arbórea (chegam a se converter em árvores) devido às estratégias que desenvolvem para alcançar a água. Assim o mangue se desenvolve nos estuários em contato com as águas de mar enquanto os algarrobos desenvolvem raízes profundas que atingem o lençol freático vários metros embaixo do solo. Entre outras plantas próprias da costa estão o algodão, o carrizo, o molle, cana brava, o algarrobo, etc. O algodão cresce como um pequeno arbusto arbóreo, e produz um algodão de fibras inusualmente longas. Esta espécie tem propriedades anti fungos, e contém o químico Gossypol, fazendo-o "insecto resistente". Usa-lha também como droga anti fertilidade. Na medicina tradicional de Suriname, as folhas de Gossypium barbadense usam-se para tratar hipertensão e irregulares menstruações.

## Selva
A vegetação da selva está representada pelos bosques tropicais, onde alternam inumeráveis espécies de árvores de madeira de diversa qualidade ou de resinas úteis bem como de palmeras e plantas Orquídeas.

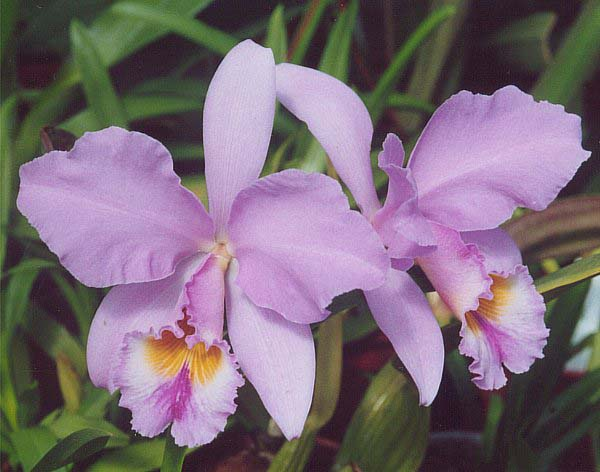
Cattleya gaskelliana.

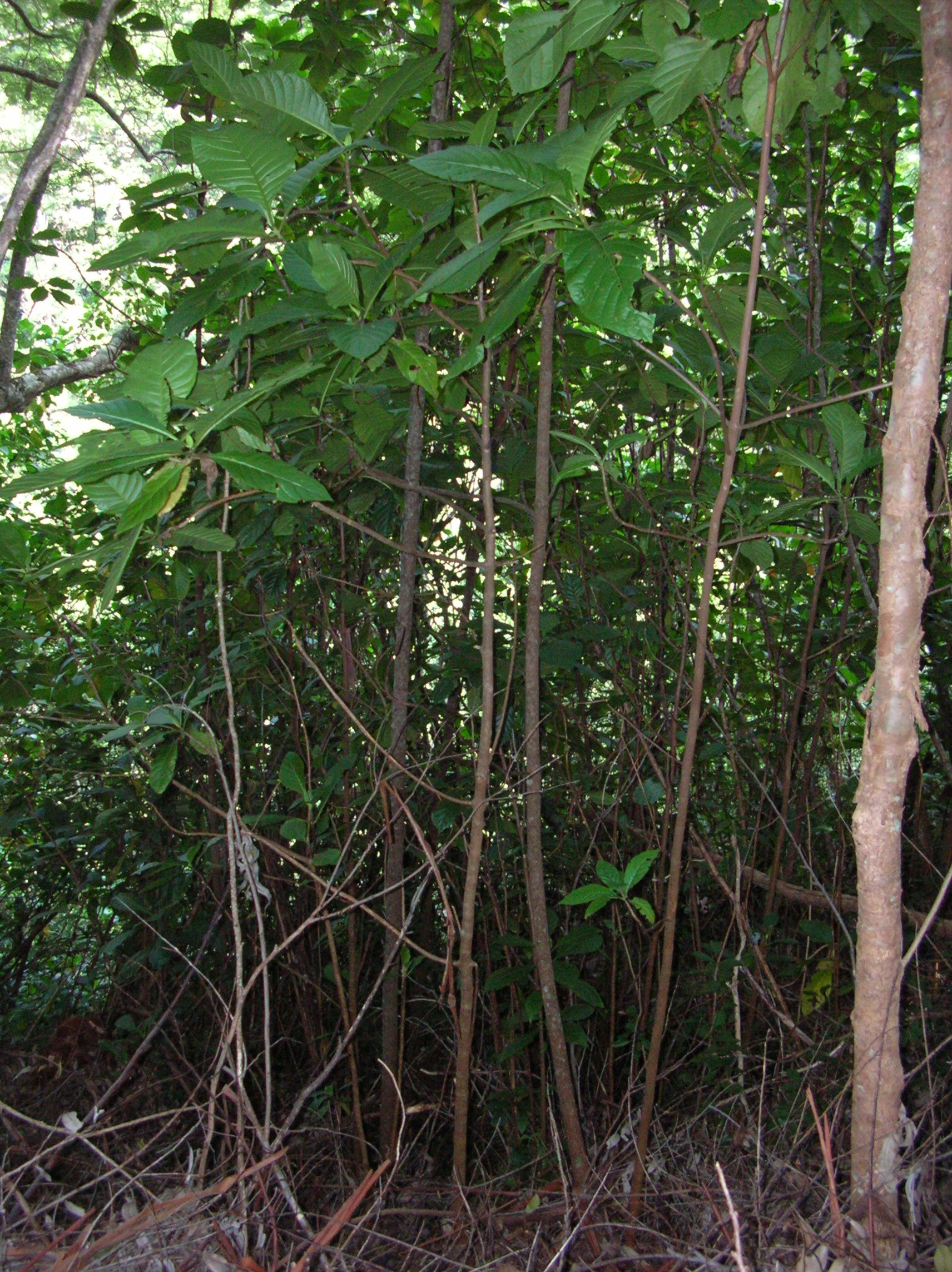
árvore da quina.

- Acacallis
- Cattleya
- Caoba
- Cedro
- Caucho
- Cinchona (a árvore da quina)
- Drácula (género de orquídeas)
- Epidendrum
- Lirio de Água
- Parafuso (planta)
- Ishpingo
- Orquídeas
- Swietenia mahagoni
- Smilax regelii
- Lycaste
- Oncidium
- Unha de Gato
- Vainilla
- Zarzaparrilla
- cactus
- orelha de elefante